# Wasservogel (Familienname)
Wasservogel ist ein deutscher Familienname.

## Namensträger
- Irenäus Wasservogel (1846–1900), deutsche Schriftstellerin, siehe Bianca Bobertag
- Isidor Wasservogel (1875–1962), ungarisch-US-amerikanischer Anwalt und Richter
- Lothar Brieger-Wasservogel (1879–1949), deutscher Journalist und Kunsthistoriker
- Walter Wasservogel (Musiker) (1912–1986), österreichischer Musiker, Komponist und Arrangeur
- Walter Wasservogel (Eishockeyspieler) (1919–1993), österreichischer Eishockeyspieler, -trainer und -funktionär
- Walter Wasservogel (Tennistrainer), österreichischer Tennistrainer